# Dirty Oppland
Dirty Oppland er en norsk rap/hiphopgruppe bestående (ved udgivelse i 2002) af Jaa9, OnklP, A-Kjeft, Sjakk-Mats, Defekt, Abu, Empefem, Pi, Bj Ørnar, Dj Buckmann, Eddie Torres & Lav-Tekk. 
Navnet kom til da gruppemedlem OnklP tilfældigvis råbte "døøøørty oppland" i slutningen af sangen "Digger det", og siden har gutterne gået under det navn (sangen blev indspillet i slutningen af 2001) 
Gruppen har udgivet en cd som hedder "Dirty Oppland Greatest Hits", med blandt andre hittet "Hvasaruman". Gruppens mest profilerede artister er Jaa9 & OnklP eller Johnny Engdal Silseth og Pål Tøien, som de rigtigt hedder. Disse to har udgivet en cd, "Sjåre Brymæ". Denne cd indeholder mange hits, blndt andre Kjendisparty som hele Norge sang med på, og Stank Ass Ho 2 med Rune Rudberg.
Onkl P, eller Pål Tøien, har også udgivet sin egen cd, kaldet "Det kunne vært deg". Denne blev nomineret til årets hiphopalbum, men vandt ikke. En af grundende til det er at de andre cder havde været længere tilgængelige. Onkl P er også den mest profilerede i Dirty Oppland. Det vil sige at medierne fokuserer mest på ham og og hans privatliv. Defekt bliver også kaldt Defedekt.

## Udgivelser
- Dirty Oppland – Dirty Oppland Demo
- Dirty Oppland – Greatest Hits
- Jaa9 & OnklP – Bondegrammatikk – The mixtape
- Jaa9 & OnklP – Sjåre Brymæ
- OnklP – Det kunne vært deg